# Sarah Michel
Sarah Michel (Ris-Orangis, 10 gennaio 1989) è una cestista francese.

## Carriera
Con la Francia ha disputato due edizioni dei Giochi olimpici (Rio de Janeiro 2016, Tokyo 2020), due Campionati mondiali (2018, 2022) e tre edizioni dei Campionati europei (2015, 2017, 2021).